# DoIHaveTheSause?
DolHaveTheSause? è un singolo del rapper statunitense Ski Mask the Slump God, pubblicato il 23 febbraio 2018 come primo ed unico estratto dal terzo mixtape Beware the Book of Eli.

## Promozione
L'8 giugno 2018 viene pubblicato il video musicale di DolHaveTheSause?, diretto da Cole Bennett. Il video è stato annunciato e mostrato precedentemente in un post su Instagram.

## Tracce
1. DolHaveTheSauce? – 2:58 (testo: Stokeley Goulbourne, FH3 Beats – musica: FH3 Beats)